# Pecluma plumula
Pecluma plumula là một loài thực vật có mạch trong họ Polypodiaceae. Loài này được (Humb. & Bonpl. ex Willd.) M.G. Price miêu tả khoa học đầu tiên năm 1983.

## Hình ảnh

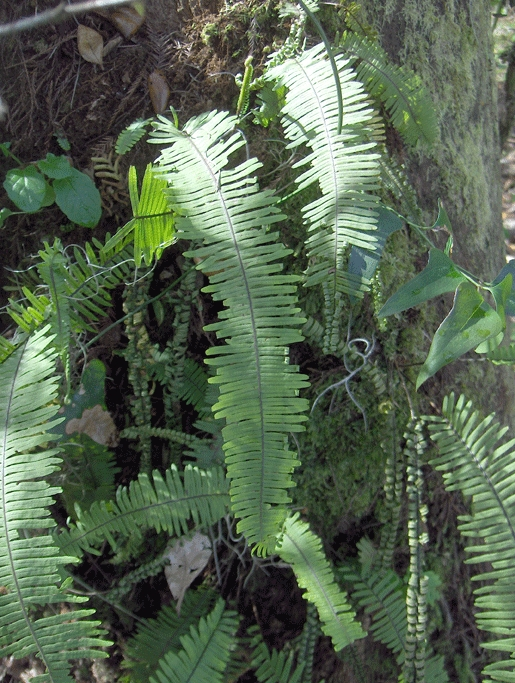
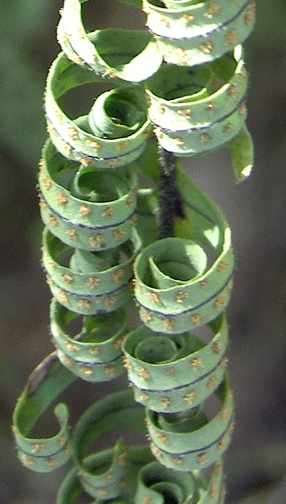
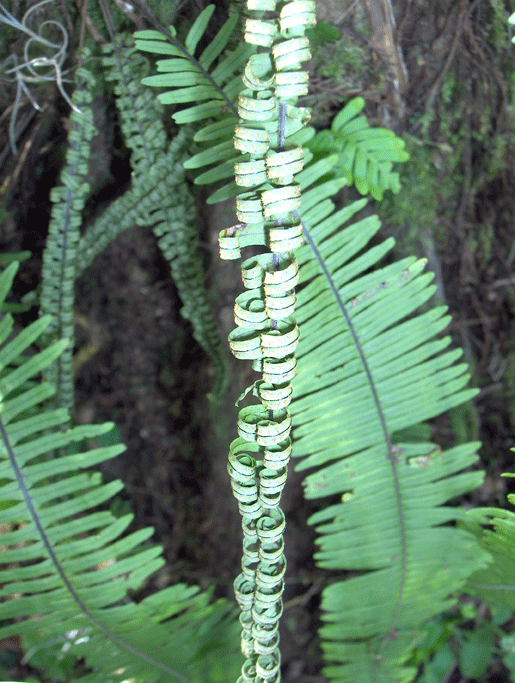
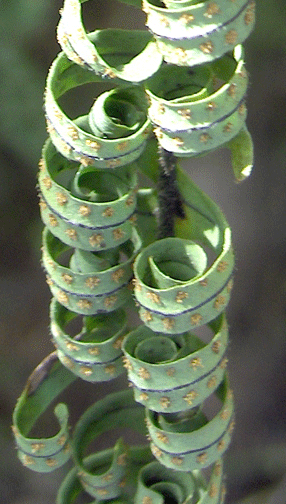